# William Kidd

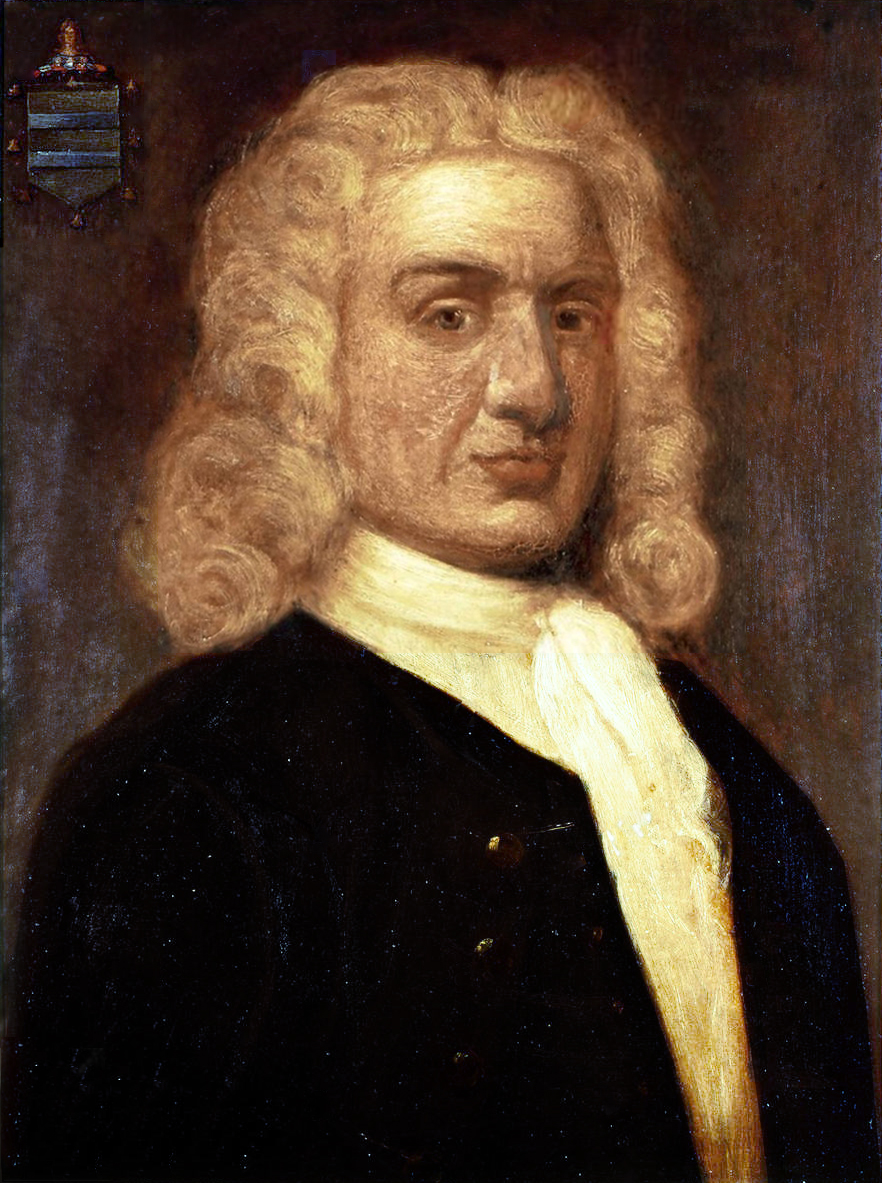
William Kidd

William "Captain" Kidd (1645 - 23 mei 1701) werd geboren in Greenock, in Schotland. Kidd emigreerde later naar Amerika, en vestigde zich in New York. Daar trouwde hij met Sarah Bradley Cox Oort. De twee hadden twee dochters: Elizabeth en Sarah Kidd. Het huwelijk leverde Kidd veel rijkdom op, en voor Kidd piraat werd, leefde hij als een respectabele handelaar.
Tijdens een handelsreis naar Engeland werd Kidd een aanbod gedaan. Hij kreeg toestemming om op piraten te gaan jagen, en werd gesponsord door verschillende edelen. Hij moest echter zijn schip, de Antigua, verkopen om zijn nieuwe missie te bekostigen.
Zijn nieuwe schip, de Adventure Galley, was goed uitgerust om piraten te vangen. Het schip had een bemanning van 70 man en was bewapend met 36 kanonnen. Kidds missie was echter geen succes. Hij werd al snel wanhopig om zijn schulden terug te betalen, en onder druk van zijn bemanning begon hij ongeacht welk niet-Engels schip te overvallen. Officieel had hij slechts toestemming om Franse schepen en piraten te vangen. Al snel leek Kidd alsmaar meer op een piraat dan op een afgezant van de Koning.
Op 30 oktober 1697 brak een ruzie uit tussen Kidd en ene William Moore. De twee vochten, en nadat Kidd een ijzeren emmer naar Moores hoofd had gegooid, overleed deze. Hierna besloot Kidd om definitief piraat te worden.
Op 30 januari 1698 overviel hij het Engelse schip, de Quedah Merchant. Terwijl Kidd het schip naderde hees hij de Franse kleuren. Het handelsschip zag de Franse kleuren, en deed op zijn beurt alsof het schip zelf Frans was. Kidd viel het schip aan, en pas later realiseerde Kidd zich dat hij in feite een Engels schip had overvallen. Kidd trachtte zijn bemanning te overtuigen het schip terug te geven aan de oorspronkelijke eigenaars, maar zijn bemanning weigerde.
Op 1 april 1698 bereikte Kidd Madagaskar. Kidd vond zijn eerste piraat, Robert Culliford en zijn schip, de Mocha Frigate. Kidd beval zijn mannen om het schip aan te vallen, maar deze weigerden. Een groot deel van zijn bemanning keerde zich tegen Kidd, en voegde zich bij Culliford. Slechts 13 mannen bleven Kidd trouw.
Kidd besloot om terug naar huis te keren, en liet zijn Adventure Galley achter om verbrand te worden. Hij keerde terug in de buitgemaakte Quadah Merchant. Toen Kidd terugkeerde naar New York werd hij gearresteerd. Hij werd later teruggestuurd naar Engeland, waar hij werd berecht voor de moord op William Moore en piraterij. Hij werd schuldig bevonden, en op 23 mei 1701 werd hij opgehangen. Zijn lichaam werd in een ijzeren kooi boven de Theems gehangen om toekomstige piraten af te schrikken.

## Mythologie en legenden
In volkscultuur bleef men nog lang geloven dat kapitein Kidd ergens een geheime schat had begraven. Tot in de Engelse literatuur werd Kidd genoemd. In Edgar Allan Poe's The Gold Bug en Robert Louis Stevensons Treasure Island spelen Kidd en zijn schat een grote rol. Tot vandaag wordt in Nova Scotia en in New York nog altijd gezocht naar deze mysterieuze schat. 